# بريت بيكر
بريت بيكر (بالإنجليزية: Britt Baker)‏ هي مصارعة محترفة أمريكية، ولدت في 23 أبريل 1991 في Punxsutawney, Pennsylvania ‏ في الولايات المتحدة.

## وصلات خارجية
- بريت بيكر على موقع WrestlingData.com (الإنجليزية)
- بريت بيكر على موقع CageMatch worker (الإنجليزية)
- بريت بيكر على موقع قاعدة بيانات المصارعة على الإنترنت (الإنجليزية)
- بريت بيكر على موقع عالم المصارعة على الإنترنت (الإنجليزية)
- بريت بيكر على موقع IMDb (الإنجليزية)